# Adventure Vision
Adventure Vision è una console per videogiochi basata su cartucce prodotta da Entex Industries nell'agosto o nell'ottobre 1982. Il monitor, i controlli di gioco e l'hardware del computer sono tutti contenuti in un'unica unità portatile. Il monitor a LED può visualizzare solo pixel rossi. Sono usciti quattro giochi, conversioni di giochi arcade.
Adventure Vision era il sistema di seconda generazione di Entex, successivo al Select-A-Game uscito un anno prima, nel 1981.

## Caratteristiche
Il controller è un singolo joystick con due serie di quattro pulsanti, una su ciascun lato del joystick, per facilitare il gioco sia da giocatori mancini che destrimani. Piuttosto che utilizzare uno schermo LCD o un televisore esterno come altri sistemi dell'epoca, l'Adventure Vision utilizza un'unica riga verticale di 40 LED rossi combinati attraverso uno specchio rotante all'interno dell'involucro. Ciò consente una risoluzione dello schermo di 150×40 pixel. Il motore dello specchio assorbe una grande quantità di energia dalle batterie, cosa evitabile utilizzando l'alimentatore A/C integrato.

## Giochi
Entex ha prodotto quattro giochi, conversioni di giochi arcade:
- Defender, originariamente di Williams Electronics
- Super Cobra, originariamente di Konami
- Turtles, originariamente di Konami (simile a Pac-Man)
- Space Force, originariamente di Venture Line (simile ad Asteroids)

## Specifiche tecniche
- CPU: Intel 8048 a 733 kHz
- Sonoro: National Semiconductor COP411L a 52,6 kHz
- RAM: 64 byte (interna a 8048), 1K (sul PCB principale)
- ROM: 1K (interna a 8048), 512 byte (interna a COP411L), 4K (cartuccia)
- Input: joystick a 4 direzioni, 4 pulsanti duplicati su ciascun lato del joystick
- Grafica: 150x40 pixel monocromatici

## Eredità
Una tecnica di visualizzazione simile che combina LED rossi con uno specchio mobile è stata utilizzata da Nintendo nel Virtual Boy del 1995.
Il 31 marzo 2013, al demoparty Revision, è stata mostrata la prima ROM homebrew/demo per il sistema da MEGA - Museum of Electronic Games & Art. MEGA ha anche pubblicato il codice sorgente per la demo e tutti gli strumenti di sviluppo.
Il sistema è supportato dall'emulatore MAME e dall'AdViEmulator.